# Misoprostol
El misoprostol es un análogo de la prostaglandina E1 (PGE1), utilizado para la prevención y tratamiento de las úlceras gástricas, secundarias al consumo de fármacos antiinflamatorios no esteroideos (AINE). El misoprostol también se indica en la inducción del aborto, del parto y tratamiento de la hemorragia postparto.

La diferencia estructural química entre el misoprostol y prostaglandina E1 se da por la presencia del grupo metoxilo (O-CH3) en el carbono terminal del misoprostol, además, presenta un grupo hidroxilo (OH) y metilo (CH3) enlazado al carbono donde la PGE1 sólo tiene un hidroxilo.

Por ello, el misoprostol no debe administrarse en el embarazo con el fin de tratar una úlcera.

## Historia
El misoprostol fue desarrollado por la farmacéutica Searle en 1973. Se comercializó originalmente con el nombre de Cytotec® para indicaciones gastrointestinales. Después de su comercialización, se comenzó a reportar la inducción de aborto como efecto secundario.
En 1987, investigadores en Francia desarrollaron la mifepristona específicamente para la interrupción del embarazo, y se demostró que este fármaco, combinado con misoprostol, era una forma muy eficaz de inducir un aborto farmacológico en las primeras 12 semanas.
A finales de los años 80, como una solución a la penalización del aborto en Brasil, las mujeres comenzaron a recomendar el medicamento, que entonces se vendía sin receta médica, para interrumpir el embarazo.
El uso de misoprostol para interrupción del embarazo es frecuente en países de América Latina, donde se consigue sin fórmula de prescripción y el aborto no es legal.

## Farmacocinética

### Vías de administración
Vía oral: Generalmente en forma de tabletas. El tono uterino inicia su elevación 8 minutos después de la toma, aproximadamente, y alcanza su máximo nivel terapéutico alrededor de los 26 minutos después de la ingesta.
Vía vaginal: Las tabletas orales son administradas por vía intravaginal o tabletas vaginales. Esta vía se utiliza para la inducción del parto o para la interrupción del embarazo con menos incidencia de efectos secundarios sistémicos. El aumento del tono uterino se logra después de 21 minutos, obteniéndose el mayor efecto terapéutico alrededor de los 46 minutos post aplicación. Además, el efecto local se produce gracias a una importante liberación de óxido nítrico (efecto descrito solo en mujeres embarazadas), logrando potenciar el efecto local de las prostaglandinas.
Vía sublingual: Se obtiene aumento del tono uterino a los 10 minutos de su administración y es apropiada para emplearse en las condiciones clínicas en que se requiera que su acción sea lo más rápido posible.
Vía rectal: Es efectivo, seguro y bien tolerado para controlar la hemorragia postparto por atonía uterina. Se presenta como una alternativa para controlar problemas de hemorragia postparto en lugares apartados que no cuentan con recurso técnicos apropiados.

### Absorción
Tiene una rápida y extensa absorción por vía oral y su biodisponibilidad es del 88%. Los alimentos y antiácidos disminuyen la tasa de absorción. Por la vía oral, la concentración plasmática de misoprostol se eleva rápidamente, llegando al máximo entre los 12,5 y 60 minutos después de la administración, y a su nivel más bajo después de 120 minutos. La biodisponibilidad del misoprostol, por la vía vaginal, es tres veces mayor que cuando se usa por la vía oral.
Vía oral: Rápida y muy eficiente (88%), sin embargo, puede estar disminuida por presencia de alimentos y el uso frecuente de antiácidos.
Vía vaginal: Se tiene una biodisponibilidad farmacológica 3 veces mayor a la vía oral, además se favorece al humedecer la tableta con agua y permanecen por más tiempo los niveles séricos que la oral . Da como resultado una absorción más lenta del fármaco y una mayor duración de la estimulación en comparación con la administración oral.
Vía sublingual: Es muy rápida, logra aumento del tono uterino a los 10 minutos de la aplicación. Evita el efecto de primer paso y se asocia con una absorción más rápida y niveles pico más altos que los obtenidos con otras vías.

### Distribución
El misoprostol se distribuye ampliamente en los tejidos corporales, incluyendo el útero. Cruza la barrera placentaria y se encuentra presente en la leche materna; además, se une en gran medida a las proteínas plasmáticas .
El volumen aparente de distribución del metabolito activo de misoprostol en sujetos con función renal normal fue de 13,6±8,0 L/Kg, con insuficiencia renal leve fue de 17,3±23,0 L/Kg, con insuficiencia renal moderada fue de 14,3±6,8 L/Kg, y con nefropatía terminal fue de 11,0±9,6 L/Kg .

### Metabolismo y metabolitos
Tiene un metabolismo de primer paso en el hígado.
El misoprostol se metaboliza en el hígado, el ácido misoprostólico (MPA) también llamado SC-30695, es el metabolito activo de este profármaco es el resultado de la desesterificación del misoprostol por su paso en el hígado.
Posteriormente, en los tejidos, el MPA se metaboliza como metabolitos dinor y tetranor, por último en un derivado del ω-16-ácido carboxílico. De estos últimos metabolitos no hay una buena descripción.

Los diferentes metabolitos intermedios en el proceso de metabolismo del misoprostol.

Es un fármaco generalmente seguro, actualmente no se conoce su dosis tóxica y se ignora si produce algún metabolito tóxico.

### Excreción

El misoprostol actúa sobre receptores EP3 de células epiteliales del estómago, inhibiendo la vía del receptor H2, aumentando la mucosa y el bicarbonato.

Se excreta por orina en un 75% en forma de metabolitos, un 1% de forma inalterada  y un 15% a través de las heces.
La vida media de eliminación está entre 20 y 40 minutos. Aunque, aumenta a 80 minutos en los pacientes con insuficiencia renal.

## Farmacodinámica

### Mecanismos de acción

El misoprostol actúa sobre receptores EP3 en las células parietales gástricas, este receptor inhibe la vía del receptor para histamina tipo H2, el cual estimula la vía de la adenilato ciclasa. Una vez el EP3 inhibe la vía de señalización del H2, inhibe la adenilato ciclasa y disminuye la actividad de la protein kinasa, al disminuirla, también disminuye la actividad de la bomba de protones, inhibiendo la producción de ácido clorhídrico estomacal.

El misoprostol estimula receptores de prostaglandina EP3 de las células parietales estomacales  que inhiben la adenilil ciclasa  y disminuye la eficacia de los receptores histamínicos, muscarínicos y de gastrina; de esta manera disminuye la producción de ácido clorhídrico en el estómago.
En las células epiteliales gástricas, por los receptores EP3 se estimula la producción de mucosa y de bicarbonato citoprotector.
En el miometrio, los receptores facilitan la liberación de calcio desde el retículo endoplásmico, aumentando la contractilidad uterina.

Los análogos misoprostol y dinoprostona actúan sobre receptores de la familia EP en células del miometrio. Así, los receptores EP1 y EP3 estimulan la vía de la PLC (fosfolipasa C), mientras que EP2 y EP4 estimulan la vía de la adenilato ciclasa. EP3, por su parte, inhibe la vía de la adenilato ciclasa.

Por último, dilata el cérvix y reduce su tono al producir colagenasas que degradan componentes (en especial el colágeno, que brinda rigidez al cuello uterino) de la matriz extracelular .

### Efectos farmacológicos
Debido a sus efectos uterotónicos, se emplea en la interrupción voluntaria del embarazo en el primer trimestre de gestación porque produce cambios en la consistencia y dilatación del cuello uterino, aumenta las contracciones uterinas. 
En obstetricia, los efectos de dilatación y disminución del tono del cuello uterino se han aprovechado para inducir la maduración cervical e inducir el trabajo de parto. 
También, se puede administrar misoprostol por vía rectal después del alumbramiento de la placenta con el fin de prevenir o tratar la hemorragia postparto. Esto gracias a la inducción de una contracción uterina sostenida que disminuye el sangrado. 
Por sus efectos citoprotectores en la mucosa gástrica, protege esta capa de lesiones causadas por los AINE y brinda un microambiente que promueve la renovación de células de esta mucosa.

## Indicaciones
El misoprostol se indica para la prevención de úlceras producidas por el consumo prolongado de AINE. Debido a que promueve la cicatrización de úlceras activas y previene la recurrencia de úlceras gástricas y duodenales.

### Inducción de Trabajo de Parto
La inducción del parto es un conjunto de procedimientos dirigido a provocar contracciones uterinas de manera artificial con la intención de desencadenar el parto en el momento más adecuado para la madre y el feto. La evaluación de las características del cuello uterino se ha considerado uno de los factores predictivos del pronóstico de la inducción del trabajo de parto.
Se procede a la inducción del trabajo de parto cuando existe una indicación de finalizar el embarazo y el parto no se produce de manera espontánea. La inducción de trabajo de parto, disminuye los riesgos maternos y fetales que implican continuar el embarazo. Los riesgos son: aumento en la mortalidad fetal y neonatal y síndrome de aspiración de meconio, así como mayores cuidados neonatales.

### Tableta vaginal para la inducción del trabajo de parto
El inserto vaginal de misoprostol es un óvulo (forma farmacéutica) acompañado de un sistema de recuperación. Se lo conoce por el nombre comercial Myspess®  y es una matriz de hidrogel que mide 30 x 10 x 0.8 mm que contiene 200 microgramos del principio o ingrediente activo. El sistema de recuperación es de 30 cm de longitud y garantiza la eliminación fácil y segura del producto, después del período de dosificación de 24 horas o en el inicio del trabajo de parto activo. La presencia de humedad, permite la liberación del misoprostol in vivo a una tasa aproximadamente de 8 mcg por hora, hasta por 24 horas; la liberación controlada de una dosis baja y continua de Misoprostol durante un período prolongado, regulando la exposición de los tejidos a PGE1, lo que minimiza la probabilidad de hiperestimulación del útero; mientras que mantiene el beneficio de tener un corto período de tiempo hasta el parto vaginal seguro. Si se tienen en cuenta factores, como la necesidad de monitorización de pacientes, el ahorro de tiempo y la comodidad de la paciente, el uso del inserto vaginal de Misoprostol puede ser una buena opción terapéutica. La introducción del inserto vaginal de Misoprostol así como su retiro, son procedimientos simples que no implican el uso de una jeringa, un espéculo vaginal o estribos. El inserto debe permanecer sellado en el paquete de papel de aluminio y se almacena en un congelador (-10 a -20 °C) hasta que vaya a ser utilizado, no se requiere descongelación antes de su uso. El inserto vaginal se sitúa entre los dedos índice y medio y se coloca de manera transversal en el fórnix posterior, utilizando pequeñas cantidades de lubricantes solubles en agua para ayudar a la colocación del inserto vaginal. El sistema de recuperación comprende una bolsa (que contiene el inserto de Misoprostol-hidrogel) y una cinta para su retiro. La bolsa y la cinta son de poliéster. Al final del período de dosificación, o en caso de que sea necesario detener la administración del fármaco, el inserto vaginal de Misoprostol puede ser fácilmente retirado mediante una tracción suave sobre la cinta de recuperación. Debido a la vida media corta de Misoprostol (30 a 40 minutos), se espera que los efectos de la droga cesen rápidamente después de su retiro.
En un estudio clínico aleatorizado con 1,358 mujeres embarazadas, se estudió la eficacia y la seguridad del misoprostol inserto vaginal de 200 microgramos, comparado contra dinoprostona inserto vaginal de 10 miligramos. Demostrando que el uso de misoprostol inserto vaginal de 200 microgramos disminuye la mediana del tiempo para parto vaginal en 11.3 h comparado con dinoprostona inserto vaginal. La eficacia fue consistente en mujeres primíparas o con partos previos. El trabajo de parto prolongado se asocia a mayores tasas de infección y mayor uso de antibióticos. Se requiere un monitoreo cuidadoso tanto de la madre como del feto durante la utilización de misoprostol ya que se pueden presentar contracciones uterinas anormales, siendo un evento esperado por el uso de misoprostol.

### Estudios Recientes
Un meta-análisis reciente ha demostrado que el uso de misoprostol es seguro y efectivo cuando se usa correctamente bajo supervisión médica. En un estudio reciente se encontró que el pretratamiento con mifepristona antes del misoprostol mejora significativamente la tasa de éxito en la expulsión completa del embarazo en casos de pérdida temprana del embarazo. Esto sugiere que el misoprostol solo también puede ser efectivo, pero la combinación con mifepristona ofrece mejores resultados.
Resumen del estudio
Antecedentes: El tratamiento médico con misoprostol para la pérdida temprana del embarazo (EPL) es efectivo solo el 60% de las veces. Se investigó si el pretratamiento con mifepristona mejora la tasa de éxito.
Métodos: Ensayo aleatorizado, doble ciego y controlado con placebo en 17 hospitales. Mujeres con embarazo no viable (6-14 semanas) recibieron mifepristona o placebo antes de misoprostol.
Resultados: El 79.1% del grupo de mifepristona logró evacuación completa frente al 58.7% del grupo placebo. Menos eventos adversos graves ocurrieron en el grupo de mifepristona.
Conclusión: El pretratamiento con mifepristona mejora significativamente la efectividad del misoprostol en el manejo de EPL.

### Aborto con medicamentos
El misoprostol se usa para la interrupción del embarazo ya que provoca contracciones uterinas, la preparación del cuello uterino para el trabajo del parto. En estas funciones, se considera al misoprostol más efectivo que la oxitocina y la dinoprostona, los medicamentos legalmente indicados para la inducción del parto. 
El misoprostol, junto con la mifepristona son los fármacos de referencias para el aborto con medicamentos. La Organización Mundial de la Salud mantiene la información del uso: Total de 800 mcg de misoprostol por vía vaginal. El régimen debe ser utilizado solamente cuando no se dispone de mifepristona ni de metotrexato, ya que es menos efectivo.
El método de misoprostol sublingual más seguro según la O.M.S es en comprimidos de 200 mcg, con una efectividad de 95%, además al ser disueltas no quedan rastros físicos en el momento de requerir una ecografía transvaginal. La preocupación del uso de misoprostol, en especial en dosis elevadas, radica en que causa ruptura uterina, especialmente en mujeres con una previa cesárea, muerte fetal o hemorragia cerebral en el neonato.

## Interacciones
| Fármaco                 | Resultados de la interacción |
| ----------------------- | --- |
| Carboprost Tromethamine | Farmacodinámica: Puede aumentar las actividades uterotónicas del misoprostol. |
| Hidrotalcita            | Farmacodinámica: Se generan mayores efectos adversos cuando se combina con misoprostol. |
| Oxitocina               | Farmacodinámica: El misoprostol puede potenciar el efecto de la oxitocina. La administración simultánea de oxitocina y otros medicamentos que estimulan las contracciones uterinas está contraindicada.                                                                                           |
| Antiácidos              | Farmacocinética: Los que contienen magnesio pueden disminuir la eficacia del misoprostol y puede inducir diarrea. Se recomienda espaciar la administración de misoprostol y antiácidos con magnesio al menos dos horas.                                                                           |
| Alimentos               | Farmacocinética: Se deben tomar con comida (puede prolongar la duración de la acción del medicamento), para que se disminuya la incidencia de diarrea, náuseas o malestar estomacal. Sin embargo, si se consume con alimentos ricos en grasa puede haber una absorción más lenta del medicamento. |

## Uso clínico
Es prescrito para la prevención y tratamiento de úlceras gástricas inducidas por AINE, es el único uso clínico aprobado hasta el momento por la FDA. Otras indicaciones gastrointestinales son para el tratamiento a corto plazo de úlceras duodenales o gástricas activas con otras enfermedades.
Otras agencias reguladoras de medicamentos como el INVIMA tienen autorizados los siguientes usos:
Se emplea para interrumpir el embarazo durante el primer y segundo trimestre, ya sea solo o combinado con mifepristona. También es usado en el tratamiento de abortos incompletos o perdidos.
En dosis bajas, el misoprostol se indica para la maduración cervical e inducción del trabajo de parto en embarazos con feto vivo. También puede ser utilizado para inducir el trabajo de parto después de la muerte fetal intrauterina.
Además, ha sido usado en el tratamiento del sangrado uterino postparto cuando el masaje uterino no ha sido efectivo y/o cuando otros medicamentos uterotónicos no están disponibles.

### Efectos adversos
Los efectos adversos sistémicos se presentan con mayor frecuencia cuando se utiliza la vía oral que cuando se usa la vía intravaginal.
| Sistema implicado        | Grupo CIOSM     | Tipo de reacción |
| ------------------------ | --------------- | --- |
| Sistema gastrointestinal | Muy frecuentes  | Náusea, flatulencias, dolor de cabeza, dispepsia, vómito, estreñimiento. |
| Sistema gastrointestinal | Frecuentes      | Diarrea, dolor abdominal. |
| Sistema gastrointestinal | Muy raros       | Gusto anormal, visión anormal, conjuntivitis, sordera, tinnitus, bronquitis, broncoespasmo, edema, diaforesis, hipotensión, arritmia, disnea, síncope infarto al miocardio, inflamación, gingivitis, reflujo, disfagia, poliuria, disuria, hematuria, ansiedad, depresión, pérdida de la líbido. Estas reacciones se han reportado infrecuentemente en la literatura y tampoco se ha establecido una relación causal. |
| Sistema genitourinario   | Poco frecuentes | Metrorragia, cólicos, hipermenorrea, desorden del ciclo menstrual, dismenorrea. |
| Sistema genitourinario   | Muy raros       | Poliuria, disuria, hematuria. Estas reacciones se han reportado infrecuentemente en la literatura y tampoco se ha establecido una relación causal. |
| Otros                    | Muy frecuentes  | Dolor de cabeza. |
| Otros                    | Frecuentes      | Fiebre y escalofrío. |
| Otros                    | Muy raros       | Gusto anormal, visión anormal, conjuntivitis, sordera, tinnitus, bronquitis, broncoespasmo, edema, diaforesis, hipotensión, arritmia, disnea, síncope infarto al miocardio, inflamación, gingivitis, reflujo, disfagia, ansiedad, depresión, pérdida de la libido. Estas reacciones se han reportado infrecuentemente en la literatura y tampoco se ha establecido una relación causal.                               |

### Contraindicaciones
- Las mujeres embarazadas no deben tomar misoprostol para reducir el riesgo de úlceras inducidas por medicamentos antiinflamatorios no esteroideos (AINE).[23]
- La administración de misoprostol a mujeres embarazadas puede causar defectos congénitos (como síndrome de Moebius), abortos, parto prematuro o ruptura uterina.[23]
- El Misoprostol no debe ser tomado por personas con antecedentes de alergia a las prostaglandinas.[23]
- El misoprostol no debe usarse para reducir el riesgo de úlceras inducidas por AINE en mujeres en edad fértil a menos que la paciente esté usando un método anticonceptivo y tenga un alto riesgo de complicaciones por úlceras gástricas asociadas con el uso de AINE o un alto riesgo de desarrollar úlcera gástrica.[23]
- Pacientes con hipersensibilidad a las prostaglandinas, puede poner en peligro el embarazo, debe advertirse que no debe quedar en embarazo mientras dure el tratamiento, en caso de que así suceda se debe suspender el tratamiento, se desconocen sus efectos en el feto humano en desarrollo.[24]
- No administrar a pacientes con patologías que predisponen a la diarrea, tales como enfermedad intestinal o inflamatoria o en pacientes deshidratados; por lo tanto, debe ser monitoreado cuidadosamente.[24]
- Las contraindicaciones absolutas son: presentaciones distócicas del feto al momento del parto, prolapso de cordón, placenta previa central total, vasa previa, cirugía previa del fondo uterino, cesárea previa, embarazo gemelar con primer feto en transversa, lactancia, menores de 14 años.[24]

### Sobredosis
No se ha determinado la dosis tóxica de misoprostol en humanos. Se han tolerado dosis diarias totales acumulativas de 1600 mg, y sólo se informaron síntomas de malestar gastrointestinal.
- Los signos clínicos que pueden indicar una sobredosis son sedación, temblor, convulsiones, disnea, dolor abdominal, diarrea, fiebre, palpitaciones, hipotensión o bradicardia. Los síntomas deben tratarse con terapia de apoyo.[23]

No se sabe si el ácido de misoprostol pueda ser eliminado por diálisis. Sin embargo, debido a que el misoprostol se metaboliza como un ácido graso, es poco probable que la diálisis sea un tratamiento adecuado para la sobredosis.

### Presentaciones
Por sus propiedades fisicoquímicas y requisitos de conservación, entre los excipientes habituales para este producto nos podemos encontrar con:
- CYTIL FAST. Tableta.
- CYTIL V 25 MCG. Tableta.
- INDUSTOL 100 MCG. Tableta vaginal.
- INDUSTOL 200 MCG. Tableta vaginal.
- INDUSTOL 25 MCG. Tableta vaginal.
- CYTIL V 50 MCG. Tableta.
- CYTIL V 200 MCG. Tableta.

## Uso veterinario
En gatos y perros se usa misoprostol para prevenir lesiones a la mucosa gastrointestinal causadas por AINES. No se ha demostrado efectivo para disminuir efectos adversos de los corticosteroides en perros. Además, debido a sus efectos antinflamatorios se ha usado para tratar prurito en perros con dermatitis atópica, a pesar de que no sea tan efectivo como otros fármacos con ese fin.

## Otros usos

### Usos no incluidos en el registro sanitario
En Australia, se considera un uso no incluido en el registro sanitario el del tratamiento para la hemorragia postparto, ya que ha demostrado ser efectiva para su prevención y control cuando se combina con oxitocina. Igualmente, se han reportado regímenes del uso de misoprostol para la expulsión del contenido del útero grávido en aborto espontáneo e interrupción voluntaria del embarazo.
En Colombia, donde el aborto es legal, los usos incluidos en el registro sanitario por el INVIMA son la maduración del cuello uterino para efectos de procedimientos como la histeroscopia y colocar el DIU; la evacuación del útero en aquellos casos de feto muerto, si este se presenta en el segundo y tercer trimestre y en casos de evacuación de cavidad uterina y por fallo temprano del embarazo con edad gestacional menor de 22 semanas; inducción del trabajo de parto con feto vivo, en embarazo a término que requiere maduración del cérvix (test de Bishop =6). exclusivamente intrahospitalario.

### Controversias
Según la OMS, al año se producen más de 25 millones de abortos peligrosos, donde aproximadamente el 97% se dan en los contextos de países en vía de desarrollo de los continentes de África, Asia y América Latina. La diferencia entre un aborto seguro y un aborto peligroso está dada por el acceso a personal e instalaciones calificadas para seguir con unas indicaciones específicas. Las mujeres y niñas que no tienen un acceso calificado se exponen a brebajes de plantas, inducción de instrumentos quirúrgicos extraños o sin correctas desinfecciones o el mal uso de medicamentos como el misoprostol donde no se siguen las indicaciones de la OMS. A partir de los anteriores factores se puede provocar un aborto incompleto donde no se retiran completamente los tejidos de la concepción resultando en hemorragias graves, infecciones, perforaciones uterinas, dolor pélvico, infertilidad o dejar importantes efectos psicológicos en la paciente. Hay una relación directamente proporcional entre el aumento de los abortos peligrosos y las leyes de varios países que buscan prohibir o tener ciertas restricciones sobre el aborto. "Restringir el acceso al aborto no reduce el número de abortos” (OMS, 2017).
En América Latina, hay una legislación favorable al aborto terapéutico en Colombia, Argentina, México, Uruguay, Cuba, Guyana, Guyana Francesa, Puerto Rico. Por otro lado, en países como El Salvador, Honduras, Nicaragua, República Dominicana y Haití se prohíbe totalmente el aborto y en el resto de países hay algunas excepciones para permitirle a la mujer acceder al aborto.